# Люстра Чижевського
Люстра Чижевського — профілактично-лікувальний електричний пристрій, який збагачує повітря негативно зарядженими йонами кисню, що необхідні для функціонування живих організмів. «Люстра» призначена для застосування в закритих житлових та виробничих приміщеннях, оскільки саме в них спостерігається зниження концентрації негативно заряджених іонів кисню, порівняно з їхньою концентрацією на відкритому просторі. Зниження концентрації відбувається внаслідок зіткнення іонів кисню зі стінами приміщення, а також внаслідок вдихання повітря людьми чи тваринами, які в цьому приміщенні знаходяться. «Люстра» Чижевського відновлює концентрацію негативно заряджених іонів кисню до початкової (природної) величини, що відповідає їх концентрації на відкритому просторі (на полі, в лісі і т. ін.). Додатковим позитивним побічним ефектом роботи «люстри» Чижевського є зниження концентрації пилу в повітрі.
Олександр Леонідович Чижевський експериментальним шляхом довів надзвичайно важливу роль негативно заряджених іонів кисню для життєдіяльності живих організмів. Окрім того, експериментальним шляхом доведено позитивний вплив тривалого вдихання повітря, що містить природні концентрації негативно заряджених іонів кисню, на перебіг різноманітних захворювань. У зв'язку з чим, «люстра» Чижевського може застосовуватись для їх лікування.
Більш детально з впливом від'ємно заряджених іонів кисню на живі організми можна ознайомитись в книгах Чижевського (дивіться розділ «Література»).
Випускають також аналоги «люстри» Чижевського — іонізатори повітря, однак їхні лікувальні та оздоровлюючі функції Олександром Леонідовичем Чижевським не перевірялись.

## Будова «люстри»
«Люстра» Чижевського являє собою легкий металевий обруч діаметром 1000 мм, виготовлений з латунної трубки або зі сталі, на якому натягнуті по двох взаємно-перпендикулярних осях з кроком 45 мм нікелінові або ніхромові дротики діаметром 0,25—0,3 мм. Дротики утворюють частину сфери (сітку), що виступає вниз зі стрілою прогинання рівною 100 мм. Площа сітки становить 0,785 кв. м. В точках перетину дротиків впаяні тонкі голки довжиною 30 мм в кількості 372 шт. Щільність розміщення голок дорівнює 474 голки на 1 м² площі сітки. «Люстра» підвішується на порцеляновому високовольтному ізоляторі до стелі приміщення і з'єднується шинопроводом або рентгенівським кабелем з від'ємним полюсом джерела високої напруги, інший полюс якого заземлений.
З детальним описом конструкції «люстри» Чижевського, технологією її виготовлення та застосування, можна ознайомитись в книзі Чижевського.
В публікаціях можна знайти опис сучасних джерел високої напруги, для живлення «люстри» Чижевського.